# Science Girl Silence Boy
Science Girl Silence Boy (サイエンスガール▽サイレンスボーイ, Saiensu Gāru▽Sairensu Bōi), estilizado como Science Girl▽Silence Boy, é o single de estreia lançado pelo grupo idol Japonês Kagaku Kyumei Kiko Logica?. Ele foi lançado no Japão dia 21 de novembro de 2012. O single foi totalmente produzido por EHAMIC, famoso como produtor Vocaloid. A faixa título foi usada como tema de encerramento do programa de TV Rank Oukoku.

## Antecedentes
A canção foi estreada no concerto ao vivo do Sakura Gakuin, Sakura Gakuin Festival☆2012, no dia 28 de outubro de 2012.

## Faixas
O single foi lançado em duas edições: Edição Regular (CD) e Edição Limitada (CD+DVD).
| CD (acompanha ambas as edições) |                                                                                                  |         |  |
| N.º                             | Título                                                                                           | Duração |  |
| 1.                              | "Science Girl Silence Boy" (サイエンスガール▽サイレンスボーイ)                                   | 3:38    |  |
| 2.                              | "Yume wo Hodoku Riron" (ユメを解く理論)                                                          | 3:44    |  |
| 3.                              | "IMA ELEMENT with ELEMENT GIRLS" (IMA ELEMENT with エレメントガールズ)                           | 5:06    |  |
| 4.                              | "Science Girl Silence Boy [SOUND ONLY]" (サイエンスガール▽サイレンスボーイ [SOUND ONLY])         | 3:35    |  |
| 5.                              | "Yume wo Hodoku Riron [SOUND ONLY]" (ユメを解く理論 [SOUND ONLY])                                | 3:43    |  |
| 6.                              | "IMA ELEMENT with ELEMENT GIRLS [SOUND ONLY]" (IMA ELEMENT with エレメントガールズ [SOUND ONLY]) | 5:08    |  |

| DVD - Edição Limitada |                                                                                                |         |  |
| N.º                   | Título                                                                                         | Duração |  |
| 1.                    | "Science Girl Silence Boy Music Video" (サイエンスガール▽サイレンスボーイ Music Video)         | 3:38    |  |
| 2.                    | "IMA ELEMENT with ELEMENT GIRLS Music Video" (IMA ELEMENT with エレメントガールズ Music Video) | 5:06    |  |

## Desempenho nas paradas musicais
| Tabela                      | Melhor posição | Semanas nas tabelas |
| --------------------------- | -------------- | ------------------- |
| Oricon Weekly Singles Chart | 49             | 1                   |